# Seibelseckle
Das Seibelseckle ist eine Passhöhe (955,6 m ü. NHN) im Hauptkamm des nördlichen Schwarzwalds. Der Name bezeichnet außerdem die oberhalb davon an der Nordseite des Schwarzkopfs gelegene Skipiste mit Liftbetrieb an der Schwarzwaldhochstraße.

## Lage und Umgebung
Der Pass liegt zwischen dem Achertal bei Seebach, Ortenaukreis, im Westen und dem Murgtal beim Baiersbronner Ortsteil Schönmünzach, Landkreis Freudenstadt, im Osten. Die Höhe wird vom Sattel zwischen der Hornisgrinde (1164,4 m ü. NHN) im Norden und dem Schwarzkopf (1057,9 m ü. NHN) im Süden gebildet.
Das Seibelseckle wird von der Schwarzwaldhochstraße (B 500) tangiert, die dem Verlauf des Gebirgskamms hier an dessen Westabhang folgt und dabei die Passhöhe quert. Der eigentliche Passübergang zwischen Murg- und Achertal ist dagegen auf der Ostseite für den Kfz-Verkehr gesperrt.
Westlich der Passhöhe liegt der Mummelsee, südlich die Passhöhe des Ruhestein.

## Tourismus

### Sommer
Der Parkplatz Seibelseckle mit einem kleinen Gasthaus bzw. Kiosk liegt am Westweg von Pforzheim nach Basel und ist Ausgangspunkt zahlreicher Wanderungen Richtung Mummelsee und Hornisgrinde sowie Richtung Darmstädter Hütte und Ruhestein.

### Winter

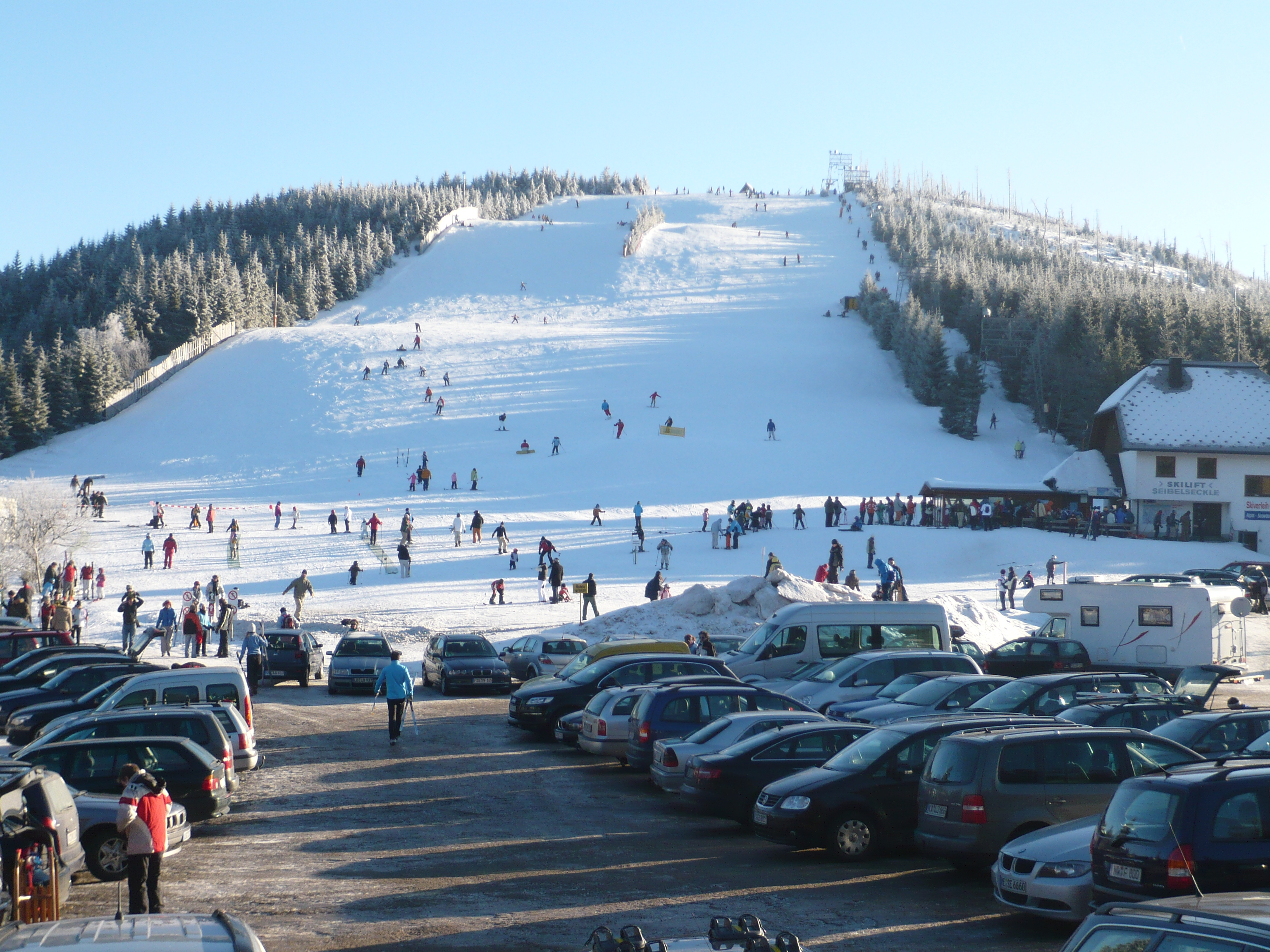
Liftbetrieb am Skihang

Der 500 Meter lange Abfahrtskihang beginnt am Gipfel des Schwarzkopfs und läuft auf der Passhöhe aus. Der Skihang ist mit einem Schlepplift, einer Beschneiungsanlage und Flutlicht ausgestattet. Der Betrieb gehört zur Gemeinde Seebach.
Das Seibelseckle liegt am 57 Kilometer langen Skifernwanderweg von der Roten Lache bei Baden-Baden nach Freudenstadt. Am Seibelseckle starten zudem fünf Loipen:
- Die Mummelseeloipe, gespurt für Skating und klassische Technik, leicht, 6 km
- Die Verbindung Ochsenstall-Seibelseckle, gespurt für Skating und klassische Technik, mittel, 3,5 km. (In Verbindung mit der 4,5 km langen Hundsrückenloipe ergeben diese beiden Strecken eine Rundloipe um den Gipfel der Hornisgrinde herum.)
- Die Schwarzkopfloipe, eine für klassische Technik gespurte Rundloipe, mittel, 7,5 km
- Die Gaiskopfspur, eine für klassische Technik gespurte Rundloipe, schwer, 8,5 km
- Die Rundloipe Hinterlangenbach–Seibelseckle, eine für klassische Technik gespurte Rundloipe, mittel, 8,5 km